# Белвил (Тексас)
Белвил (енгл. Bellville) град је у америчкој савезној држави Тексас. По попису становништва из 2010. у њему је живело 4.097 становника.

## Демографија
Према попису становништва из 2010. у граду је живело 4.097 становника, што је 303 (8,0%) становника више него 2000. године.
| Група             | 2000.         | 2010.         |
| Белци             | 2.836 (74,7%) | 2.736 (66,8%) |
| Афроамериканци    | 443 (11,7%)   | 418 (10,2%)   |
| Азијати           | 13 (0,3%)     | 24 (0,6%)     |
| Хиспаноамериканци | 454 (12,0%)   | 869 (21,2%)   |
| Укупно            | 3.794         | 4.097         |